# Sveriges allmänna sjöfartsförening
Sveriges allmänna sjöfartsförening var en förening som hade till ändamål att genom sammanslutning mellan olika verksamhetsgrenar inom sjöfarten verka för främjandet av den svenska sjöfartens utveckling och intressen, tillgodoseendet av önskvärt inflytande vid behandling av sjöfartsfrågor inom administrationen och vid lagstiftning samt ändamålsenligt representerande av den svenska sjöfarten och alla därmed förknippade intressen.
Sveriges allmänna sjöfartsförening bildades i Göteborg den 29 november 1902, efter förslag från därtill särskildt utsedda kommitterade generalkonsul Axel Jonsson, kapten Gustaf Oscar Wallenberg i Stockholm, skeppsredaren Dan Broström i Göteborg, skeppsredaren N.K. Corfitzon i Helsingborg och konsul V.F. Lundgren i Strömstad.
Sveriges allmänna sjöfartsförening slogs 1983 samman med Föreningen Sveriges Flotta, som då bildade Föreningen Sveriges Sjöfart och Sjöförsvar.
Föreningens arkiv deponerades 1975 i Riksarkivet. En kompletterande leverans av handlingar skedde 1994.

## Lista över ordförande
- 1902–?: Gustaf Oscar Wallenberg
- A. Wall
- 1913–1917: Arvid Lindman
- 1917–1925: Dan Broström
- 1926–1944: Hans Ericson
- 1950–?: Hilding Forssman
- 1962–1978: Erik Hagbergh
- 1978–1983: Göran Borggård